# Bisbat d'Irapuato
El bisbat d'Irapuato —  Diócesis d'Irapuato (anglès), Dioecesis Irapuatensis (llatí) — és una seu de l'Església catòlica a Mèxic, sufragània de l'arquebisbat de León, i que pertany a la regió eclesiàstica Bajío. L'any 2013 tenia 1.190.000 batejats sobre una població d'1.204.000 habitants. Està regida pel bisbe José de Jesús Martínez Zepeda.

## Territori
La diòcesi comprèn nou municipis de l'estat de Guanajuato: Abasolo, Cuerámaro, Huanímaro, Irapuato, Jaral del Progreso, Pénjamo, Pueblo Nuevo, Salamanca i Valle de Santiago.
La seu episcopal és a la ciutat d'Irapuato, on hi ha la catedral de la Mare de Déu de la Solitud.
El territori s'estén sobre 4.775  km², i està dividit en 67 parròquies.

## Història
La diòcesi va ser erigida el 3 de gener de 2004, mitjançant la butlla Venerabiles Fratres del Papa Joan Pau II, prenent el territori del bisbat de León (avui arquebisbat) i de l'arquebisbat de Morelia. Originàriament era sufragània de l'arquebisbat de San Luis Potosí. El 25 de novembre de 2006 passà a formar part de la província eclesiàstica de l'arxidiòcesi de León. Des de llavors el bisbe és José de Jesús Martínez Zepeda, des del 3 de gener de 2004.

## Demografia
A finals del 2013, la diòcesi tenia 1.190.000 batejats sobre una població d'1.204.000 persones, equivalent al 98,8% del total.
| Any  | Població  | Població  | Població | Sacerdots | Sacerdots       | Sacerdots       | Sacerdots             | Diaques | Religiosos | Religiosos | Parròquies |
| ---- | --------- | --------- | -------- | --------- | --------------- | --------------- | --------------------- | ------- | ---------- | ---------- | ---------- |
| Any  | batejats  | total     | %        | total     | clergat secular | clergat regular | batejats por sacerdot | Diaques | homes      | dones      |            |
| 2004 | 1.030.000 | 1.077.660 | 95,6     | 150       | 107             | 43              | 6.866                 |         | 43         | 204        | 65         |
| 2006 | 1.077.110 | 1.094.160 | 98,4     | 112       | 39              | 151             | 7.133                 | 2       | 50         | 168        | 61         |
| 2013 | 1.190.000 | 1.204.000 | 98,8     | 169       | 123             | 46              | 7.041                 | 2       | 51         | 231        | 67         |